# Bakalan (Polokarto)
Bakalan is een bestuurslaag in het regentschap Sukoharjo van de provincie Midden-Java, Indonesië. Bakalan telt 5205 inwoners (volkstelling 2010).